# ジェリー・フォーダー
ジェリー・アラン・フォーダー(英語: Jerry Alan Fodor、1935年 - 2017年11月29日)は、アメリカ合衆国の哲学者であり認識科学者であり、現在、ニュージャージー州のラトガーズ大学で教鞭をとっている。心の哲学と認知科学の分野で多くの著作があり、心のモジュール性や思考の言語仮説など、これら分野の基礎を築いた研究者である。
フォーダーは、心的状態(例えば信念と欲求)は個体と心的表象との関係である、と主張する。彼によれば、これら心的表象こそが、心の中で思考の言語(Language of Thought : LOT)によって正しく説明できる唯一のものである。さらに、この思考言語はそれ自身、有用な説明のツールであるだけでなく、脳の中で実際に体系化されて存在しているものである。フォーダーは、思考と他の心的なプロセスが、表象の文法に基づき行われる計算からうまれると主張して(この計算が思考の言語を作り上げるのであるが)、一種の機能主義者である一線を守ろうとする。
フォーダーにとって、心(例えば知覚的プロセスや言語プロセス)の主要な部分は、モジュールまたは「器官」として構築される。そして、モジュール／「器官」は、それらが果たす機能的な役割によって定義される。これらのモジュールは心の「主要な処理」の一部であり、互いに比較的独立している。そして、モジュールは、より広域的であったり、より限定的であったりする「領域特定性」という特徴をもつ。フォーダーが提示するのは次のことである：これらのモジュールがもつ性質のおかげで、外的対象とも因果関係が成立することが可能になり、このことが、心的状態が世界の事象に関係した内容を持つことを可能にする。一方で、中央の処理部分は、様々な内容の入力と出力の間の論理的な関係を担当する。
フォーダーは当初、心的状態が外部の事象によって因果的に決定されるという考えを否定していたが、近年は、心的内容に関する意味と指示の問題のために、言語哲学について多くの論文を書き研究を行っている。この領域で彼は、非対称的な指示の因果説について論じ、またクワインらが主張する意味の全体論を否定する多くの議論を行った。フォーダーは、心の還元主義的な説明に強く反対する。彼は、心的状態が多重実現可能であり、説明のレベルにおいて階層構造(ヒエラルキー)が存在すると主張する。たとえば心理学や言語学などの高次の理論の一般化および法則は、ニューロンやシナプスの振る舞いといった低次の説明によっては捕らえることができないものである、と。

## 経歴
ジェリー・フォーダーは1935年ニューヨーク市に生まれた。彼は今もその町で妻と愛猫とともに暮らし続けている。彼は二人の子を育てた。1956年コロンビア大学から首席で学位を得た。ヒラリー・パトナムの指導の下、1960年にはプリンストン大学から哲学の博士号を授けた。1959年から1986年までの間、フォーダーはマサチューセッツ工科大学で教員だった。1986年から1988年まで、ニューヨーク市立大学の正教授をつとめた。1988年からはラトガース大学の哲学と認知科学のニュージャージー教授職にある。 哲学以外では、フォーダーはオペラの熱烈な愛好家であり、ロンドン・レビュー・オブ・ブックスでオペラについての連載コラムを持つほどである。
ラトガースで最も有名なフォーダーの元同僚のひとりに、新神秘主義の哲学者コリン・マッギンがいる。マッギンはフォダーについて次のように書いている。
"(フォーダーは)無骨で大柄の体の中にやさしさを持った男だ。議論の仕方さえ無骨になりがちだが。彼の中には内気と多弁が同居している・・・傷つきやすい魂を抱えながらも周囲を恐れさせる論客だ・・・ジェリーと哲学の問題で意見が異なると、特にそれがジェリーにとって大切な事柄だと、苦しみはあるが彼を鍛える経験となるだろう・・・朝一杯のコーヒーを飲む前から、彼の精神のすばやさ、創造性、鋭いウィットのせいで紛糾することはない。ジェリー・フォーダーをラトガースの教授にすることは、すぐさま彼を有名にした。フォーダーは今日、心の哲学の世界的なリーダーであることに異議を唱えるものはあるまい。私は1970年代にイギリスで彼と出会い・・・その知的な会話から彼が本物だとわかった(もっとも我々はいつも意見が一致するという訳ではないが)"。
フォーダーは名誉あるソサエティ「ファイ・ベータ・カッパ」のメンバーであり、またアメリカ芸術科学アカデミーのメンバーである。彼は数多くの賞や表彰を受けている：ニューヨーク州レージェント・フェロー、ウッドロウ・ウィルソン・フェロー(プリンストン大学)、チャンセラー・グリーン・フェロー(プリンストン大学)、フルブライト・フェロー(オックスフォード大学)、行動科学高等研究センターのフェロー、グッケンハイム・フェロー。

## 心的状態の本性
『命題的態度』（1978年）という著作で、フォーダーは、心的状態(mental states)とは、個体と心的表象(mental representations)との関係である、という鍵になるアイデアを導入した。長い間に彼の立場は多く部分で変化したにもかかわらず、志向性とは関係であるというアイデアは、元になった定式化から現在に至るまで変化していない。
この本でのフォーダーの課題は、心的状態のもつ「関係的」という本性を説明するためには心的表象（とりわけ、思考の言語における文）が必要だということを示すことにあった。フォーダーはその他の説明仮説として二つの代案を提示する。一つ目は心的状態が関係的性格を持つということを完全に否定する仮説。二つ目は心的状態を二項関係と考える仮説。後者はこの関係を何の間の関係と見るかによってさらに分割される。つまり、個体と自然言語の文との間の関係だと見るカルナップ的見解 と、個体と自然言語の文によって表現される命題との間の関係だと見るフレーゲ的見解 である。
これらに対してフォーダー自身の見解は、思考的態度の本性を適切に説明するためには三項関係を用いることが必要だというもの。つまり個体、表象、命題的内容の三項である。
こういった三項関係に対する精神状態を考慮することで、典型的な実在論によって、この問題を解決するために重要な要素をすべてまとめておくことが可能になる。さらに、心的表象は単に信念や欲望の対象であるだけではなく、そこで心的プロセスが働く領域でもある。心的表象は心の内容の統語的観念と機能的構造の計算機的観念との理想的な連合である。これらの観念は、フォーダーによれば、心的プロセスの説明としては最良のものである。

## 心の機能的構造物

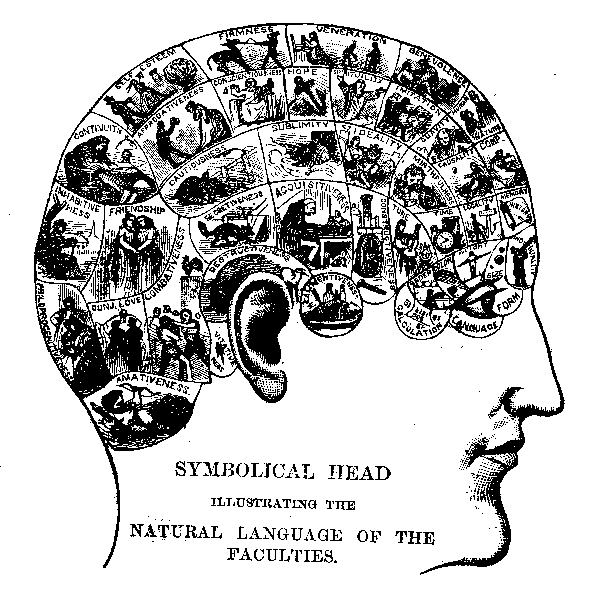
心のモジュール性の概念の先駆者として、19世紀にフランツ・ガルが創始した骨相学の運動がある。

言語学者のノーム・チョムスキーの開拓した道を辿り、フォーダーは生得論に強く傾倒した。生得論は多くの認知機能・認知的な構想を先天的なものであると前提する。フォーダーにとって、この立場は行動主義および連合主義に対する彼自身の批判から自然と浮かび上がるものである。その批判を端緒として彼は、自身が暗黙に前提としていた心のモジュール性を定式化してもいる。
歴史的に、精神構造に関する問いは昨日の本質に関して二つの対照的な理論に分割されてきた。その理論のうち一方は「水平的」観点と言われるもので、その呼称は心的プロセスを、領域特異的でない機能の相互作用と見なすことに由来する。例えば、判断は、それが知覚的感覚についての判断であろうと言語の理解についての判断であろうと判断である。理論のうちもう一方は「垂直的」観点と言われるもので、その呼称は人の心的機能が領域特異的で、遺伝的に決定されていて、神経構造と特異的に結びついていて、などなどと主張することに由来する。
垂直的観点は19世紀の骨相学と呼ばれる運動およびその創始者のフランツ・ヨーゼフ・ガルにまで遡る。ガルは、心的機能は物理的な脳内の領域と特異的に結び付けられると主張した。このゆえに、例えばある人物の知性の水準は頭頂葉後部のある特定の隆起の大きさから、誇張なしに「読み上げ」ることができることになる。この、モジュール性の過度に単純化された見方は、20世紀中を通じて反証されてきた。
フォーダーは、1980年代にまさにその物理的特異性の考えなしにモジュール性の考えを復活させ、1983年にモノグラフ『心のモジュール性』 を発表するとともに最も能弁にモジュール性を提唱するものとなった。特にモジュール性の二つの特質、つまり情報の被包性及び領域特異性によって、機能の構造の問題とその心的内容を結びつけることが可能になった。こういった二つの特質によって可能となる個人の背景となる信念とは独立に情報を作り上げる能力によって、フォーダーは心的内容と言う考えの原子論的な原因の説明をできるようになった。主な考えは、言い換えれば、精神状態の内容の特性は、排他的にそれらがその一部分であるようなシステムの内的関係にのみ依存するというよりむしろ外的世界との原因の関係にも依存する。
フォーダーの心的モジュール性、情報の被包性、領域特異性といった考えは、フォーダーを悔しがらせたことではあるが、ゼノン・ピリジンのような認知科学者やスティーヴン・ピンカー及びヘンリー・プロトキンといった進化心理学者などによって取り上げられ、発展させられてきた。しかしフォーダーは、ピンカー、プロトキン、その他彼が皮肉を込めて「新統語派」と呼ぶ人々がモジュール性や類似の考えを本来のものから外れた使い方をしていると不満を表している。彼は、心は「大規模にモジュール的」なのではなく、これらの研究者が信じているのとは違って、心は計算機的に、あるいはその他のモデルで説明するにはまだ長い時間を必要としていると主張している。

## 志向の実在論(intentional realism)
『内容の理論とその他の試論(A Theory of Content and Other Essays)』（1990年）でフォーダーは彼のもう一つの中心的な考えを取り上げている。心的表象の実在性の問題である。フォーダーは、LOTのそれのように象徴的構造によって説明されるという考えを正当化することで精神状態の内容物も正当化することを必要としている。

### フォーダーのデネットに対する批判
フォーダーはいわゆる「標準的実在論」の批判から始める。フォーダーによればこの立場は二つの互いに異なる主張を持つことを特徴とする。そのうちの一つは、精神状態の内的構造と、そういった言明が互いに関係がないという主張に注目することである。もう一つは、心的内容の意味論的な理論と、そういった内容の原因が果たす役割と信念が果たす推論上の網とは同型性があるという主張に携わることである。近代の心の哲学者の間で、多数派の立場は、この二つのうち前者が間違っていて後者が正しいとするものであったようだ。フォーダーはこうした立場からは離れ、前者が正しいことを受け入れて後者が正しいということを強く否定する。
特に、フォーダーはダニエル・デネットの道具主義を強く批判する。デネットは、心的表象の実在性に傾倒せずに精神状態に注目しつつ同時に実在論者でいることは可能だと主張する。さて、フォーダーによれば、このレベルで分析的な人は「なぜ」内的に戦略を実行できるかを説明できないという。:
「道具主義に対する標準的な反論が[…]ある[…]:信念/欲望の心理学が間違っているならばなぜ信念/欲望の心理学がうまくいくかを説明するのは困難である[…]パトナムやボイドらが、予測が成功したことから理論が真であることまで当然考えられる推論があると強調している。:そしてこれは以下のようなときにより確実にもなる[…]私たちが、予測を最後まで成功させるような『ただ一つの』理論を実際に扱うときに。以下のことは明らかである[…]実在論者の考えを選んで前提が作用しないことがあるだろうか[…]信念/欲望に対する解釈の」

### 生産性、合成性と思考
フォーダーは、LOTにおいて心的表象の実在性に賛成した「肯定的」な主張を行ってもいる。彼は、言語が思考を表現するものであり、また、言語が体系だったものであるならば、思考もまた体系だっていなければならないと主張している。フォーダーはノーム・チョムスキーの研究を利用して、自身の心の理論の擁護とそれに対立するコネクショニズムのような体系に対する論駁の両方を行っている。自然言語の体系性はチョムスキーによって より基本的な二つの概念、生産性と単調性で説明される。
生産性とは、表象の体系が与えられた一揃いの象徴から新しい表象を無限に生み出せることを言っている。「ジョン」、「愛している」、そして「メアリー」と言った単語は「ジョンはメアリーを愛している」や「メアリーはジョンを愛している」といったような構文に従う。フォーダーの思考の言語仮説は、表象はその要素である部分に仕切ることができ、また、こういった仕切られた表象は新しい一続きの表象に組み替えられうるという理論を立てている。
生産性よりも重要なのが体系性である、というのも体系性は人の認知機能に関して疑わしい理想化に依存していないからである。この主張は、認知する者は何らかの文を、他の文も理解することができる能力のおかげで理解できるのだと言っている。例えば、「ジョンはメアリーを愛している」という文は理解できるが「メアリーはジョンを愛している」と言う文を理解できない者などいないし、「PとQ」を理解できるが「P」を理解できない者などいないということである。体系性それ自体は自然言語・自然論理の特質としてほとんど異議を唱える者はいないが、しかし思考は言語と全く同じように体系的なのだと異論を唱える者はいる。また、コネクショナリズムの系譜に属する者の中には言語の明らかな体系性を説明できるような非古典的ネットワークを作り上げようとする者もいる。
体系性と生産性が言語の単調的構造に依存しているという事実は、言語は組み合わせ的な意味論を有しているということを意味する。思考も組み合わせ的な意味論を持っているなら、思考の言語が存在するに違いないということになる。
フォーダーが表象が実在することに賛成して与えた第二の主張は思考のプロセスを必然的に伴う。この主張は心的表象に関する理論とその構造のモデルの関係に関連している。メンタリーズの文が推敲の独特な過程を要求しているならば、そういった文は確かな型の計算機的な機構を要求している。心的表象の統語論的な考えは、心的過程はそれらが推敲した象徴の「型」にのみ従う計量であるという考えと並んでいく。これが心の計算機理論である。結果的に、古典的な人工知能に基づいた構造のモデルを擁護することは心的表象の実在性の擁護を必然的に通過する。
フォーダーにとって、思考過程に関するこの形式的な考えは、象徴の原因となる役割とそれらが表現する内容の対比を目立たせるという利点を持ってもいる。彼の考えでは、統語論は、象徴の原因となる役割と象徴の内容とを調停する役割を持つ。象徴間の意味論的な関係はそれらの統語論的関係が「模倣」することができる。二つの象徴の「内容」につながる推論上の関係は一方の象徴のもう一方からの派生を修正する形式的統語規則が模倣することができる。

## 内容の本質
1980年代初めから、フォーダーは心的内容及び意味の原因に関する考えに着目してきた。この内容に関する考えは、彼が研究活動初期に賛成していた推論上の役割の意味論と鋭く対照をなす2010年現在。フォーダーは推論上の役割の理論(inferential role semantics、IRS)の意味論的ホーリズムへの傾倒は精神の真の自然化の可能性を排除するとしてこれを批判している。しかし自然化は原始論的・因果的な術語の内容の説明を含まなければならない。

### アンチ・ホーリズム(全体論)
フォーダーはホーリズムに関してたくさんのそして様々な批判を行ってきた。彼はホーリズムに関する様々な考え全てを伴う中心的な問題を、意味論的評価の決定因子は「認識論的接着剤」と言う考えであるという考えだとみなしている。手短に言えば、Pの意味がQの意味を決定するのに関係があると誰かが考えたならば、PはQの認識論的接着剤である。意味のホーリズムはこの考えに強く依存している。ホーリズムの下では、精神状態の内容の同一性はその認識論的接着剤の「全体性」のみによって決定される。そしてこのことによって精神状態が実在できなくなる。:
「もし人々が認識論的関係を評価するやり方を基本的な部分で完全に違えているなら、そしてもし私たちが意味のホーリズムに従い認識論的接着剤の『全体性』のやり方によって志向的状態を個別化しているならば、結果として二人の人は(この問題に関して言うならば同一人物の中の二つの一時的な領域でも)決して同一の志向的状態になることはないであろう。それゆえ、二人の人が同一の志向的標準化の下に包摂されることは絶対にありえないことになる。そして、それゆえに、志向的標準化は決して成功しえない。さらに、それゆえに、思考的心理学には何の希望もない。」

### 因果の非対称性
意味論的な評価は象徴体系の構成要素の内的関係にのみ関わるという考えを批判されて、フォーダーは心的内容及び意味に関して外材主義の立場を受け入れた。フォーダーにとって、近年、精神の自然化の問題は、「世界の一部が他の一部と関係している(と説明できる、と表現できる、ことが真である)ことの十分条件」を非内在的・非意味論的術語で与えられる可能性と結びついている。この目的が表象の心の理論のうちで達成されれば、挑戦はLOTの原始的・非論理的象徴の解釈を打ち立てる因果の理論を考案する。フォーダーの最初の提議は、心的言語において「水」の象徴がH2Oという特性を表現することを決定する物が、その象徴の発生が確かに水の因果関係であることであるということである。この理論をより直観的に説明するとフォーダーが「未完成の因果理論」と呼ぶものになる。この理論によれば、象徴の発生はその発生の原因となる特性を説明する。例えば、「ウマ」と言う言葉は、ウマのウマであることを言っている。このためには、「ウマ」の象徴の発生のはっきりした特性が、何かが「ウマ」の発生であると決定するはっきりした特性と法のような関係を持っていることが必要にして十分となる。
この理論に関する主な問題は誤った表象の問題である。「もし[…]そういった特性が存在すること全てが、そして特性が存在する場合にのみ発生するならば、象徴は特性を説明する」という考えに伴う避けられない問題が二つある。一つは、「全ての」ウマが「ウマ」を発生させるわけではないということである。もうひとつは必ずしもウマ「だけ」が「ウマ」を発生させるわけではないということである。「A」(「ウマ」)がA(ウマ)によって発生する場合もあるが、別の場合には、――例えば、法が可視的である状態かもしくは距離があるために、ウシをウマと誤認する――「A」(「ウマ」)がB(ウシ)によって発生している。この場合「A」という象徴は単にAの特性を表すのみならず、AあるいはBの特性の分離をも表している。それゆえに未完成の因果理論は象徴の内容が分離している場合とそうでない場合を区別することができない。このためにフォーダーが「分離の問題」と呼ぶものが発展した。
フォーダーはこの問題に対して、彼が「ごくわずかに未完成な因果理論」と定義したものをもって回答している。このアプローチでは、未完成な因果理論の基盤となっている対称性を破壊することが必要になっている。フォーダーは、Aによる「A」の発生(真)をBによる「A」の発生(偽)から区別する方法を見つけなければいけない。フォーダーによれば、出発点は、偽の場合は真の場合に「存在論的に依存」しているが、逆はそうではないということである。依存関係の、つまり、真なる内容(A= A)と偽なる内容(A = A or B)の非対称性が存在する。前者は後者と独立に存在するが、後者は前者が存在する場合に限り存在する :
「意味論的観点から言えば、間違いは「事故」であるに違いない。:「ウマ」の外延に牛が存在しないならば、ウシがウマと呼ばれ得るような「ウマ」の意味を要求することはできない。一方、「ウマ」がそれが意味するところのものを意味しないならば、そしてそれがウマと誤認しているのならば、ウシを「ウマ」と呼ぶことは不可能であろう。以上二つを並べてみれば、間違って「これはウマである」と言うことが可能なのはそれを正しく言えるための意味論的基盤が存在するからであって、逆ではない。このことを未完成な因果理論の言葉で言えば、ウシを見た人が「ウマ」と言うことはウマを見た人が「ウマ」と言うことに依存している。;しかしウマを見た人が「ウマ」というのはウシを見た人が「ウマ」と言うことに依存して「いない」[…]」

## 機能主義
1960年代の間、ドナルド・デイヴィッドソン、ヒラリー・パトナム、そしてフォーダーといった様々な哲学者が、世界は「物理学の普遍性」を破らないという唯物論者の考え方に執着する一方で心的因果関係といわゆる「民俗心理学」の説明上の効能を保つ方法を発展させるという難題を解決しようとしてきた。まず、彼らの主張するところは、心の哲学においてかつて支配的だった立場、行動主義と類別確認理論を放棄することである。論理的行動主義に伴う問題は、特に行動は一つの心的な出来事/原因の結果ではなくむしろひと連なりの出来事/原因の結果だと考えた場合に、行動主義が精神状態の「間の」因果関係を説明できず、しかもそういった因果関係が心理学的に説明する上で本質的であると思われることである。一方で類別確認理論は根本的に異なる物理学的体系が全く同じ精神状態の中に見出されるという事実を説明できない。深く人間中心的で(どうして人類が宇宙で唯一の知的損座だということがあるだろうか)ある場合を除けば、同一説は、神経科学においてヒトの脳はそれぞれ互いに異なっているという証拠を集めるのに失敗する。このゆえに、異なる物理学的体系において一般に精神状態に言及できないことによってそれ自体異なる種の間だけではなく同種別個体間でも証明される。

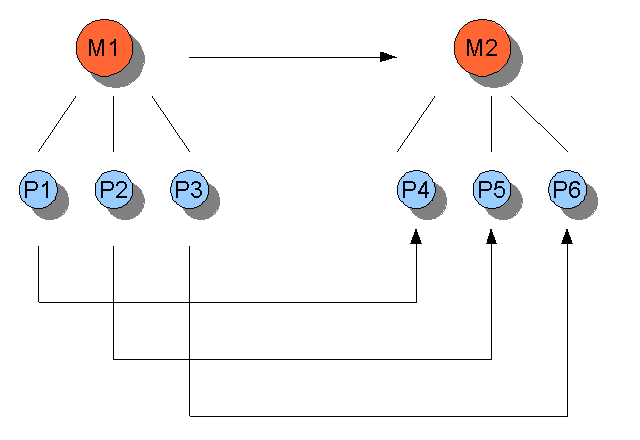
An illustration of multiple realizability. M stands for mental and P stand for physical. It can be seen that more than one P can instantiate one M but not vice versa. Causal relations between states are represented by the arrows (M1 goes to M2, etc.)

フォーダーによれば、こういった問題の解決は、機能主義、いわば二元論及び還元主義の失敗を克服するために作られた仮説に見いだされるという。ここで詳細に述べなければ、この考えは重要なものは精神状態を存在せしめる物理的基盤ではなく精神状態の機能だということである。この立場は心の多重実現可能性という原理に基づいて生まれた。この立場によると、例えば、私とコンピュータは全く異なる物質的材料(右図参照)からできているにもかかわらず同一の機能的状態を事例を挙げて裏付ける(「理解する」)ことができる。このことによって機能主義は「トークン唯物論」の一形態だと分類される。

## 進化
フォーダーは生物学者のマッシモ・ピアッテッリ=パルマリーニとともに「ダーウィンはなぜ間違えたか(What Darwin Got Wrong)」（2010年）と言う本を書いている。そこでは、ネオダーウィニストが「悲惨なほど無批判的」であると言われ、ダーウィンの進化論について「種の表現型を形作るうえでの環境の貢献が過大評価され、それに応じて内部変数の影響が過小評価されている」と言われている。進化生物学者のジェリー・コインはこの本を「自然選択に対する深く間違って案内された批判」 で「耳障りである度合に比例して生物学的に無知である」 と評している。

## 批判
多様な志向の様々な種類の哲学者が多くのフォーダーの考えに挑戦してきた。例えば、思考の言語仮説は、無限退行の餌食であるとか、あるいは無用の長物であると言って非難されてきた。特に、サイモン・ブラックバーンは1984年の論説で、フォーダーは自然言語の習得はLOTの下での仮説の形成と確認であると説明しているので、LOT自体は習得されるために仮説を形成・確認するためのより基礎的なもう一つの表象的基盤を必要とする言語にすぎないのではないかという問いをフォーダーに投げかけると主張した。自然言語を習得するためには何らかの表象的基盤(LOT)を必要とするならばLOTそれ自体もその何らかの表象的基盤を必要とし、というように無限に続くのではないか?一方、そういった表象的基盤をLOTが必要としないならば、なぜLOTを自然言語は必要とするのか?この場合、LOTは無用の長物となる。フォーダーは、これに答えて、LOTは先天的なものであるのでそれに先立つ言語を介して習得する必要がない点で特異的なのだと主張している。
1981年にダニエル・デネットがLOTに対するもう一つの反論を明確に述べている。デネットは、私たちの無自覚な行動も含めてコンピュータに対する私たちの行動の証拠に基づいて、LOTははっきりした説明が命題的態度を説明する上で不必要であるように見えると主張している。コンピュータ・プログラムとチェスで戦っている間、私たちはしばしばそういった態度をコンピュータに帰して以下のように言う:
「コンピュータはクィーンを左に動かそうと考えている」私たちは命題的態度をコンピュータに帰していて、このことによって私たちは様々な文脈でのコンピュータの振る舞いを説明・予測している。だが、心的言語で「俺はあの野郎のケツを蹴り飛ばせると思っている」という命題的態度と同様のどこか周囲でコンピュータが実際に「考えている」あるいは「信じている」と主張する者はいない。同様のことが、風通しの悪い状況で「新鮮な空気を吸おうとすること」のようなと日常的な無意識的な行動の多くに関しても当てはまるとデネットは主張している。
言語学者や言語哲学者の中には、フォーダーが自ら「極端な」といっている先天説を批判している者もいる。例えば、ケント・バッハは、語彙意味論と語の多義性を批判したことでフォーダーを激しく非難している。フォーダーは「keep」、「get」、「make」、「put」のような動詞には語句構造が存在しないと主張している。彼は代わりに、「keep」は単にKEEPという概念(フォーダーは概念を特性、名称、その他の実体と区別するために繰り込んでいる)を表すと主張している。個人が持つ言葉と概念の間にシンプルに一対一対応が存在するならば、"keep your clothes on"、"keep your receipt"あるいは"keep washing your hands"はフォーダーの理論の下ではすべてKEEPという同じ概念に与ることになる。この概念はおそらくkeepingの外的特性を追跡している。しかし、これが正しいならば、RETAINTはRETAIN YOUR RECEIPTに関して異なる特性を取り上げなければいけなくなる、というのは人はretain one's clothes onやあるいは retain washing one's handsといったことをできなくなるからである。フォーダーの理論は、FASTという概念がFAST CAR、FAST DRIVER、FAST TRACKあるいはFAST TIMEの内容にどのように「異なった形で」貢献するのかを説明する上でも問題がある。こういった文で「fast」の解釈が異なることが英語の特徴であるかどうか、あるいはプラグマティズム的推論の結果であるかどうかは議論の余地がある。こういった種類の批判に対するフォーダー自身の回答は、無遠慮に説明すれば「概念」である。「人は『存在している』というのは『椅子が存在している』と『数が存在している』の違いを見てみれば曖昧に違いないということもある。それに対するありふれた回答はこうである。椅子の存在と数の存在というのも翻って考えると椅子と数の違いと酷似している。前者を説明するために後者の立場をとるから、『存在する』という語の多義性を必要ともしなくなる。」 
信じがたいほどに多くの概念が原始的で未定義であるフォーダーの主張は受け入れがたいと考える批判者もいる。例えば、フォーダーはEFFECT、ISLAND、TRAPEZOIDあるいはWEEKといった言葉を全て原始的・先天的・非分析的に考えている、というのはそれらは皆、彼が「語彙概念」と呼ぶもの(私たちの言語が一つの単語であらわしているもの)のカテゴリに放り込まれるのである。こういった考えに反して、バッハはVIXENという概念はほとんど明らかにFEMALEとFOXという二つの概念からなる、BACHELORはSINGLEとMALEから、などなどと主張している。

## 著作
- What Darwin Got Wrong, with Massimo Piattelli-Palmarini, Farrar, Straus and Giroux, 2010, ISBN 0-374-28879-8.
- LOT 2: The Language of Thought Revisited, Oxford University Press, 2008, ISBN 0-199-54877-3.
- Hume Variations, Oxford University Press, 2003, ISBN 0-19-928733-3.
- The Compositionality Papers , (with E. Lepore), Oxford University Press 2002, ISBN 0-19-925216-5.
- The Mind Doesn't Work That Way: The Scope and Limits of Computational Psychology, MIT Press, 2000, ISBN 0-262-56146-8.
- In Critical Condition, MIT Press, 1998, ISBN 0-262-56128-X.
- Concepts: Where Cognitive Science Went Wrong, (The 1996 John Locke Lectures), Oxford University Press, 1998, ISBN 0-19-823636-0. ((PDF book))
- The Elm and the Expert, Mentalese and its Semantics, (The 1993 Jean Nicod Lectures), MIT Press, 1994, ISBN 0-262-56093-3.
- Holism: A Consumer Update, (ed. with E. Lepore), Grazer Philosophische Studien, Vol 46. Rodopi, Amsterdam, 1993, ISBN 90-5183-713-5.

柴田正良訳 『意味の全体論—ホーリズム、そのお買い物ガイド』、産業図書、1997年
- A Theory of Content and Other Essays, MIT Press, 1990, ISBN 0-262-56069-0.
- Psychosemantics: The Problem of Meaning in the Philosophy of Mind, MIT Press, 1987, ISBN 0-262-56052-6.
- The Modularity of Mind: An Essay on Faculty Psychology, MIT Press, 1983, ISBN 0-262-56025-9.

伊藤笏康・信原幸弘訳『精神のモジュール形式―人工知能と心の哲学』、産業図書、1985年.
- Representations: Essays on the Foundations of Cognitive Science, Harvard Press (UK) and MIT Press (US), 1979, ISBN 0-262-56027-5.
- The Language of Thought, Harvard University Press, 1975, ISBN 0-674-51030-5.
- The Psychology of Language, with T. Bever and M. Garrett, McGraw Hill, 1974, ISBN 0-394-30663-5.
- Psychological Explanation, Random House, 1968, ISBN 0-07-021412-3.
- The Structure of Language, with Jerrold Katz (eds.), Prentice Hall, 1964, ISBN 0-13-854703-3.

## 注・出典
1. ↑  “Jerry A. Fodor, Philosopher Who Plumbed the Mind’s Depths, Dies at 82” (英語).   The New York Times (2017年11月30日). 2018年12月16日閲覧。
2. ↑  Norfleet, Phil. “Consciousness Concepts of Jerry Fodor”. 2007年3月12日時点のオリジナルよりアーカイブ。2006年7月30日閲覧。
3. ↑  McGinn, Colin (2002). The Making of a Philosopher. New York: HarperCollins. ISBN 0-06-019792-7
4. ↑  Fodor, Jerry. “Curriculum Vitae”. 2008年12月7日閲覧。
5. 1 2 3  Fodor, Jerry A. (1981). Representations: Philosophical Essays on the Foundations of Cognitive Science. Cambridge, Mass.: The MIT Press. ISBN 0-262-06079-5
6. ↑  Carnap, Rudolf (1947). Meaning and Necessity. Chicago: Chicago University Press. ISBN 0-226-09347-6
7. ↑  Field, H.H. (1978). “Mental Representation”. Erkenntnis (13):  9-61.
8. ↑  Harman, G. (1982). “Conceptual Role Semantics”. Notre Dame Journal of Formal Logic (23):  242-256.
9. ↑  Frege, G. (1892). “Über Sinn und Bedeutung”. Zeitschrift für Philosophie und philosophische Kritik.; trans. it. Senso e denotatione, in A. Bonomì, La Struttura Logica del Linguaggio, Bompiani, Milan 1973, pp 9-32
10. 1 2  Francesco Ferretti (2001). Jerry A. Fodor:Mente e Linguaggio. Rome: Editori Laterza. ISBN 88-420-6220-0
11. 1 2 3  Fodor, Jerry A. (1983). The Modularity of Mind:An Essay in Faculty Psychology. The MIT Press. ISBN 0-262-56025-9
12. ↑  Pinker, S (1997). How the Mind Works. New York: Norton
13. ↑  Plotkin, H. (1997). Evolution in Mind. London: Alan Lane. ISBN 0-7139-9138-0
14. ↑  Pylyshyn, Z. (1984). Computation and Cognition. Cambridge, Mass.: MIT Press
15. ↑  Fodor, J. (2000). The Mind Doesn't Work That Way:The Scope and Limits of Computational Psychology. MIT Press. ISBN 0-262-56146-8
16. 1 2 3 4 5  Fodor, Jerry A. (1990). A Theory of Content and Other Essays. The MIT Press. ISBN 0-262-56069-0
17. ↑  Dennett, Daniel C. (1987). The Intentional Stance. The MIT Press
18. ↑  Fodor, Jerry A.. “Fodor's Guide to Mental Representations”. Mind (94):  76–100.
19. 1 2  Fodor, Jerry A.; Pylyshyn, Zenon W. (1988). “Connectionism and cognitive architecture: A critical analysis”. Cognition 28 (1–2):  3–71. doi:10.1016/0010-0277(88)90031-5. PMID 2450716.
20. ↑   Syntactic Structures. The Hague/Paris: Mouton. (1957)
21. ↑  “Systematicity”. Journal of Philosophy (93):  591–614. (1996).
22. ↑  “The constituent structure of mental states: A reply to Fodor and Pylyshyn”. Southern Journal of Philosophy (26):  137–160. (1987).
23. 1 2 3  Fodor, J, (1978). RePresentations. Philosophical Essays on the Foundations of Cognitive Science. Mass.: The MIT Press
24. 1 2  Fodor, J. Holism: A Shopper's Guide, (with E. Lepore), Blackwell, 1992, ISBN 0-631-18193-8.
25. ↑  Putnam, Hilary (1988). Mind, Language and Reality. Cambridge University Press
26. ↑  Fodor, Jerry. “The Mind/Body Problem”. Scientific American (244):  124–132.
27. ↑  "Survival of the fittest theory: Darwinism's limits"
28. ↑  "Did Charles Darwin get it wrong?"
29. ↑  What Darwin Got Wrong
30. ↑  "Worst science journalism of the year: Darwin completely wrong (again)" @ Why Evolution is True
31. ↑  "The Improbability Pump" (a review of What Darwin Got Wrong and Richard Dawkins’s The Greatest Show on Earth) @ The Nation
32. ↑  Blackburn, S. (1984). Spreading the Word. Oxford University Press
33. ↑  Dennett, D.C. (1981). Brainstorms: Philosophical Essays on Mind and Psychology. MIT Press
34. 1 2  Bach, Kent. “Review of Concepts: Where Cognitive Science Went Wrong”. San Diego Review.
35. ↑  Pustejovsky, J. (1995). The Generative Lexicon. MIT Press
36. ↑  Fodor, J. (1998) (online PDF text). Concepts: Where Cognitive Science Went Wrong. Oxford University Press. p. 54. ISBN 0-19-823636-0